# Fender Telecaster
Fender Telecaster — электрогитара со сплошным корпусом и двумя звукоснимателями, изготовленная компанией Fender. Её простая, но эффективная конструкция и революционное звучание задали новые направления в изготовлении электрогитар и популярной музыке. Представленная для распространения как Broadcaster  осенью 1949 г., это была первая гитара подобного рода, производившаяся в значительных масштабах. Начало её коммерческого производства может быть отнесено к весне 1950 г., когда модели Fender Esquire появились в продаже. С тех самых пор и по настоящее время не прекращается производство Telecaster в той или иной форме, что делает её одной из основных в мире электрогитар со сплошным корпусом.

## История
Fender Telecaster был разработан Лео Фендером в 1940-х годах. Различные модели электрогитар со сплошным корпусом были независимо созданы несколькими мастерами и компаниями в период с 1932 по 1949 г., однако ни одна из них не оказала значительного влияния на рынок. Telecaster Лео Фендера наконец сделал электрогитару со сплошным корпусом конкурентоспособной. Одним из первых музыкантов, использовавших Telecaster (в то время называвшийся Broadcaster) был Артур Смит, записавший с его помощью «Guitar Boogie» в 1947 г.
Лео Фендер был владельцем мастерской по ремонту электроники, где он сначала чинил, а потом и разрабатывал усилители и электромагнитные звукосниматели для музыкантов — главным образом, для исполнителей, играющих на полуакустических гитарах, электрических гавайских гитарах и мандолинах. Исполнители переходили на электрические инструменты в поисках более громкого звука со второй половины 1920-х годов, и электрические полуакустические гитары (такие как Gibson ES-150) были широко распространены в то время. До той поры тон никогда не был главной причиной для перехода гитариста на электроинструмент, но в 1943 г., когда Фендер и его партнёр, Док Кауффман, изготовили гитару из грубого дерева для испытания звукоснимателя, местные музыканты стали просить одолжить им её для выступлений. Её звучание было очень ярким. Фендер заинтересовался, и в 1949 году, когда уже было понятно, что конструкция со сплошным корпусом открывает огромные возможности в изготовлении электрических музыкальных инструментов, но до того как испанские гитары подобного рода получили коммерческое распространение (небольшая компания Audiovox уже пыталась предложить электрогитару со сплошным корпусом в середине 30-х годов), он создал улучшенную модель.
Этот изготовленный вручную прототип обладал многими особенностями, которые впоследствии стали отличительными чертами Fender Telecaster. Он был изготовлен в духе гавайских электрогитар, изготавливаемых фирмой Rickenbacker — небольшие, простые блоки из бакелита и алюминия с частями, скреплёнными болтами — но только конструкция была деревянная (Rickenbacker, в то время имевший написание Rickenbacher, предложил испанскую электрогитару с корпусом из бакелита в 1935 г., и многие её детали получили отражение в модели Лео Фендера).
Первая фабричная модель появилась в 1950 г. и называлась Esquire. Менее 50 гитар были изначально произведены под этой маркой, и большинство из них пришлось заменить по гарантии из-за производственных проблем, возникших на начальных этапах. В частности, грифы не имели регулировочного анкерного стержня, и многие гитары были возвращены из-за погнувшихся грифов. Позже, в 1950 г. был прекращён выпуск модели с одним звукоснимателем, а модель с двумя звукоснимателями была переименована в Broadcaster. Начиная с этого момента все грифы гитар Fender имели анкерные стержни. Компания Gretsch, сама являющаяся производителем электрогитар (ныне ей владеет Fender), заявила, что Broadcaster использует торговую марку серии их барабанов Broadcaster, и, будучи новичком на рынке, компания Fender решила подчиниться и изменила название на Telecaster, в честь получавшего распространение телевидения. Гитары, изготовленные в период перехода от Broadcaster к Telecaster, не имели названия и часто именуются Nocaster – ноукастер, то есть «неткастер». Выпуск Esquire был возобновлён в качестве Telecaster с одним звукоснимателем, и эти гитары продавались по более низкой цене.

## Конструкция
Простая модульная конструкция, созданная Лео Фендером, была запущена в массовое производство. Она упростила обслуживание и ремонт электрогитар. Гитары не собирались в индивидуальном порядке, как это традиционно делалось ранее при изготовлении струнных музыкальных инструментов. Вместо этого составные части производились в значительном количестве быстро и с небольшими денежными затратами, а затем на конвейере собирались в гитару. Корпус выпиливался на станке, в отличие от других гитар того времени, корпуса которых изготовлялись вручную. Вместо традиционного вклеенного грифа, Фендер использовал гриф, прикрученный к корпусу четырьмя саморезами. Это упростило производство и позволило быстро снимать гриф для ремонта и замены. Кроме того, классический гриф Fender Telecaster изготавливался из цельного куска клёна без отдельной накладки, и лады врезались прямо в кленовую поверхность — весьма необычный подход в то время (гитары традиционно имели накладки из палисандра или чёрного дерева, которые наклеивались на грифы из красного дерева). Электроника могла легко ремонтироваться и заменяться через съёмную панель, что являлось большим преимуществом по сравнению с традиционной конструкцией, в которой доступ к электронике можно было получить через резонаторное отверстие (для полых гитар), или (впоследствии) путём демонтажа лицевой панели после снятия струн (как в Fender Stratocaster).
В своём классическом варианте гитара имеет очень простую конструкцию, в которой гриф изготовлен из цельного куска клёна и скреплён шурупами с корпусом из ясеня или ольхи. Электроника включала два звукоснимателя, управляемых трёхпозиционным переключателем. Накладка деки (пикгард) производилась из целлулоида (впоследствии заменённого на пластик) и привинчивалась к корпусу пятью (позже восемью) болтами.
Гитара быстро стала популярной, и вскоре другие компании (такие как Gibson, модель которой Les Paul была представлена в 1952 г., а потом и Gretsch, Rickenbacker и др.) начали работу над производством собственных моделей со сплошным деревянным корпусом. Большая хромированная крышка, часто называемая «пепельница», устанавливалась над бриджем, но её редко можно увидеть, так как большинство исполнителей считает, что она мешает их стилю игры.

## Звук
Telecaster известен своей способностью производить яркий, богатый тон или теплый, блюзовый тон, в зависимости от выбранного звукоснимателя — «бридж» (bridge (англ.) — нижний порожек — у нижнего порожка) или «нэк» (neck (англ.) — гитарный гриф — у грифа). Звукосниматель на позиции «бридж» имеет более «волнистый» звук, чем звукосниматель на позиции «нэк», следовательно он образует более сильный сигнал на выходе, который компенсируется за счёт меньшей индуктивности датчика в этой позиции. В то же самое время конденсатор, расположенный на регуляторе тона, позволяет музыканту изменять насыщенность звука высокими частотами прямо во время игры. Наклонный звукосниматель в позиции «бридж» имеет больший «выхлоп» звука по сравнению с датчиком в позиции «нэк». Цельный корпус позволяет гитаре воспроизводить чистые колебания струн гитары. Это было усовершенствованием предыдущих форм гитары с полыми корпусами, из-за которых возникало большое количество нежелательного шума. Таким образом, форма гитары с цельным корпусом позволяла музыкантам приблизиться к звуку акустических гитар, что немаловажно в кантри.